# Луцій Вібій Сабін
Луцій Вібій Сабін (*Lucius Vibius Sabinus, д/н — 83/84) — державний діяч часів Римської імперії.

## Життєпис
Походив з роду нобілів Вібіїв. Ймовірно був сином Квінта Вібія Криспа та Юнії, молодшим братом Квінта Вібія Секунда та Луція Юнія Квінта Вібія Криспа. Про початок кар'єри нічого невідомо. Втім напевне швидко пройшов перші державні щаблі, ставши сенатором. Цьому посприяли впливові брати.
У 80 році призначається консулом-суфектом (разом з Квінтом Помпеєм Тріоном). За часів правління імператорів з династіїв Флавіїв затоваришував з Марком Ульпієм Траяном (майбутнім імператором), Гнеєм Аррієм Антоніном (дідом майбутнього імператора Антоніна Пія), Марком Аннієм Вером (дідом майбутнього імператора Марка Аврелія).
У 81 або 82 році одружився з сестрою Траяна. У 82 році призначено проконсулом до провінції Азія. Помер під час керування нею у 83 або 84 році.

## Родина
Дружина — Салоніна Матідія, донька Марка Ульпія Траяна, консула 70 року
Діти:
- Вібія Сабіна, дружина імператора Адріана